# Матерія (Хрпелє-Козіна)
Матерія (словен. Materija) — поселення в общині Хрпелє-Козіна, Регіон Обално-крашка, Словенія. Висота над рівнем моря: 507,3 м.